# 阿特卡 (阿拉斯加州)
阿特卡（英語：Atka），是美国阿拉斯加州的一座城市。该市的人口在2000年为92人，2010年有61人。人口在阿拉斯加州排行第142。